# Jurij Vlasov
Jurij Vlasov, född 5 december 1935 i Makijivka i nuvarande Ukraina, död 13 februari 2021 i Moskva, var en rysk (sovjetisk) tyngdlyftare.
Vlasov blev olympisk guldmedaljör i +90-kilosklassen i tyngdlyftning vid sommarspelen 1960 i Rom.